# Butantã Shopping
O Butantã Shopping (antigamente chamado como Shopping Butantã) é um centro comercial brasileiro inaugurado em 3 de maio de 1994, localizado entre as avenidas Professor Francisco Morato, Deputado Jacob Salvador Zveibil e Eliseu de Almeida, numa região de limite entre os distritos da Zona Oeste de São Paulo do Vila Sônia, Butantã e Morumbi, porém localizado neste primeiro. Estando próximo de pontos importantes da cidade como o Parque Previdência e o Estádio Morumbis, além do fácil acesso à Estação São Paulo-Morumbi da Linha 4-Amarela. O shopping é o primeiro shopping de propriedade do Grupo Carrefour Brasil. O centro comercial é frequentado por 800 mil pessoas por mês em média e tem uma área de 30.000 m2.
O shopping tem como sua principal âncora o Hipermercado Carrefour, e além de outros atrativos como a Daiso, a Lojas Americanas, a Preçolândia, a Lojas Renner e a academia da Smart Fit, sendo essas algumas das 160 lojas. O estacionamento conta com 2.000 vagas cobertas, sendo 62 especiais, e a praça de alimentação tem 454 lugares.